# Roodbuikmalkoha
De roodbuikmalkoha (Phaenicophaeus sumatranus) is een koekoekssoort uit het geslacht Phaenicophaeus.

## Beschrijving
De roodbuikmalkoha is 40 cm lang en lijkt op de zwartbuikmalkoha. De vogel is overwegend grijs, donkergroen van boven en met een lichte snavel en een rode washuid rond het oog. Hij is groter en de onderkant van de buik en de onderstaartdekveren zijn roestrood. De uiteinden van de staartpennen zijn wit.

## Verspreiding en leefgebied
De roodbuikmalkoha komt voor op het schiereiland Malakka, Sumatra en Borneo. Het is een plaatselijk voorkomende vogel van laagland regenwoud, moerabos en mangrove.

## Status
De roodbuikmalkoha heeft een groot verspreidingsgebied en de grootte van de populatie is niet gekwantificeerd. Plaatselijk is de vogel niet zeldzaam, zelfs in Singapore komt de vogel nog voor. Er is echter aanleiding te veronderstellen dat de soort in aantal achteruit gaat door de grootschalige ontbossingen die onder andere plaatsvinden op Sumatra en Borneo. Daarom staat deze malkoha als gevoelig op de Rode Lijst van de IUCN.